# Dürrhennersdorf
Dürrhennersdorf (hornolužickosrbsky Suche Hendrichecy) je obec v Horní Lužici v německé spolkové zemi Sasko. Nachází se v zemském okrese Zhořelec poblíž hranic s Českou republikou a má 912 obyvatel.
Obec leží asi 6 km jižně od Löbau, na železniční trati Löbau–Ebersbach. Mezi známé rodáky patří biolog Willi Hennig.